# زندان زنان
زندان زنان فیلمی ایرانی به کارگردانی و تهیه‌کنندگی منیژه حکمت و نویسندگی فرید مصطفوی محصول سال ۱۳۷۹ است. پگاه آهنگرانی، رؤیا نونهالی و رؤیا تیموریان از بازیگران این فیلم هستند.

## خلاصه فیلم
سال ۱۳۶۲، زندان زنان، زندانیان دست به شورش می‌زنند، طاهره یوسفی (رویا تیموریان) رئیس جدید زندان، بین آنها می‌رود تا آرامشان کند و بالاخره هم با اعمال مقررات سختگیرانه اش زندانیان را وادار به آرامش و تسلیم می‌کند. طاهره یوسفی با یکی از زندانیان به نام میترا (رویا نونهالی) که مرتکب قتل ناپدری اش شده، درگیر می‌شود. میترا که در میان زندانیان نفوذ زیادی دارد زیر بار دستورهای طاهره یوسفی نمی‌رود و هر بار به بهانه ای مجازات می‌شود.
پگاه (پگاه آهنگرانی) دختر جوان زندانی که با میترا دوستی نزدیکی دارد و ظاهراً جرمش نیز سیاسی است، پس از برگزاری تک نوازی ویلنسل برای اعدام برده می‌شود. یکی از زندانیان که حامله است، وقتی هواپیماهای عراقی، بمب‌هایشان را برفراز تهران می‌ریزند و شهر در تاریکی کاملی فرومی‌رود، توسط میترا که دانشجوی مامایی بوده، وضع حمل می‌کند. نام نوزادش سپیده گذارده می‌شود. ده سال بعد، در سال ۱۳۷۲، دختر جوانی به نام سحر (پگاه آهنگرانی) را به زندان می‌آورند، تفاوت حالا با گذشته اینست که جز میترا و طاهره یوسفی، از زندانیان و زندان‌بان‌های قبلی، کسی در زندان نیست. یکی از زندانیان که برای خودش دار و دسته فساد در داخلی زندان به هم زده، چندبار سعی می‌کند تا سحر را به دام بیندازد امّا هربار میترا با حمایتش مانع می‌شود تا این که زن بالاخره یک شب از سحر سوءاستفاده جنسی می‌کند. . زندان بهم می‌ریزد و طاهره یوسفی، که حالا بعد از ده سال روابط نزدیک تر و دوستانه تری با میترا دارد وارد عمل شده و زن فاسد کشته می‌شود. در سال ۱۳۷۹، فضای زندان کاملاً عوض شده است، گرد پیری بر سر طاهره یوسفی و میترا نشسته و آنها رابطهٔ خواهرانه ای باهم دارند. زندان پر از دختران بزهکار است. روزی دختر جوانی را به زندان می‌آورند که دوستانش او را اسی صدایش می‌کنند. میترا که به او احساس مادرانه ای پیدا کرده، درمی یابد که او همان سپیده است که در زایمان به مادرش کمک کرده بود. سپیده از زندان فرار می‌کند، قصد او خروج از مملکت است، میترا که از قصد او آگاه شده به تکاپو می‌افتد تا او را پیدا کند. اما برای خروج از زندان نیاز به وثیقه ای سنگین و ضامنی معتبر دارد. طاهره یوسفی سعی می‌کند به او کمک کند و چون در می‌یابد که میترا از تلاشش نتیجه ای نگرفته، پس سند خانه خودش را به عنوان وثیقه آزادی میترا می‌سپارد تا او بتواند بیرون از زندان سپیده را پیدا کند. میترا از زندان می‌رود، اما طاهره یوسفی تنها در زندان می‌ماند.

## جشنواره‌ها
- ۱۳۸۱ - بهترین فیلمنامه در جشن خانه سینما ـ دوره ششم.
- ۱۳۸۱ - بهترین فیلم در جشن خانه سینما ـ دوره ششم.[۲]
- ۱۳۸۱ - کاندیدای بهترین فیلم به انتخاب انجمن منتقدان و نویسندگان در جشن خانه سینما ـ دوره ششم.
- ۱۳۸۱ - تقدیرنامه کلیسای جهانی برای فیلم زندان زنان در جشنواره بین‌المللی فیلم سه قاره فریبورگ ـ دوره هفدهم (سوئیس).
- ۱۳۸۱ - جایزه عفو بین‌الملل در جشنواره بین‌المللی فیلم رتردام ـ دوره سی و دوم (هلند).[۲]
- ۱۳۸۱ - جایزه نقش اول برای زن رؤیا تیموریان در جشن خانه سینما ـ دوره ششم.
- ۱۳۸۱ - جایزه بهترین صدابرداری برای محمود سماک باشی در جشن خانه سینما ـ دوره ششم.
- ۱۳۸۱ - جایزه بهترین چهره پردازی برای مهری شیرازی در جشن خانه سینما ـ دوره ششم.
- ۱۳۸۱ - جایزه بهترین فیلمنامه برای فرید مصطفوی در جشن خانه سینما ـ دوره ششم.
- ۱۳۸۱ - کاندیدای نقش اول زن برای رؤیا نونهالی در جشن خانه سینما ـ دوره ششم.[۳]
- ۱۳۸۱ - کاندیدای بهترین عکاس برای امیر عابدی در جشن خانه سینما ـ دوره ششم.[۴]
- ۱۳۸۱ - کاندیدای بهترین فیلم در جشنواره بین‌المللی فیلم براتیسلاوا
- ۱۳۸۱ - کاندیدای بهترین فیلم برای فیلم زندان زنان در جشنواره بین‌المللی فیلم گیخون
- ۱۳۸۱ - کاندیدای بهترین فیلم در جشنواره بین‌المللی فیلم هاوایی[۵][۶]